# Editorial Salvat

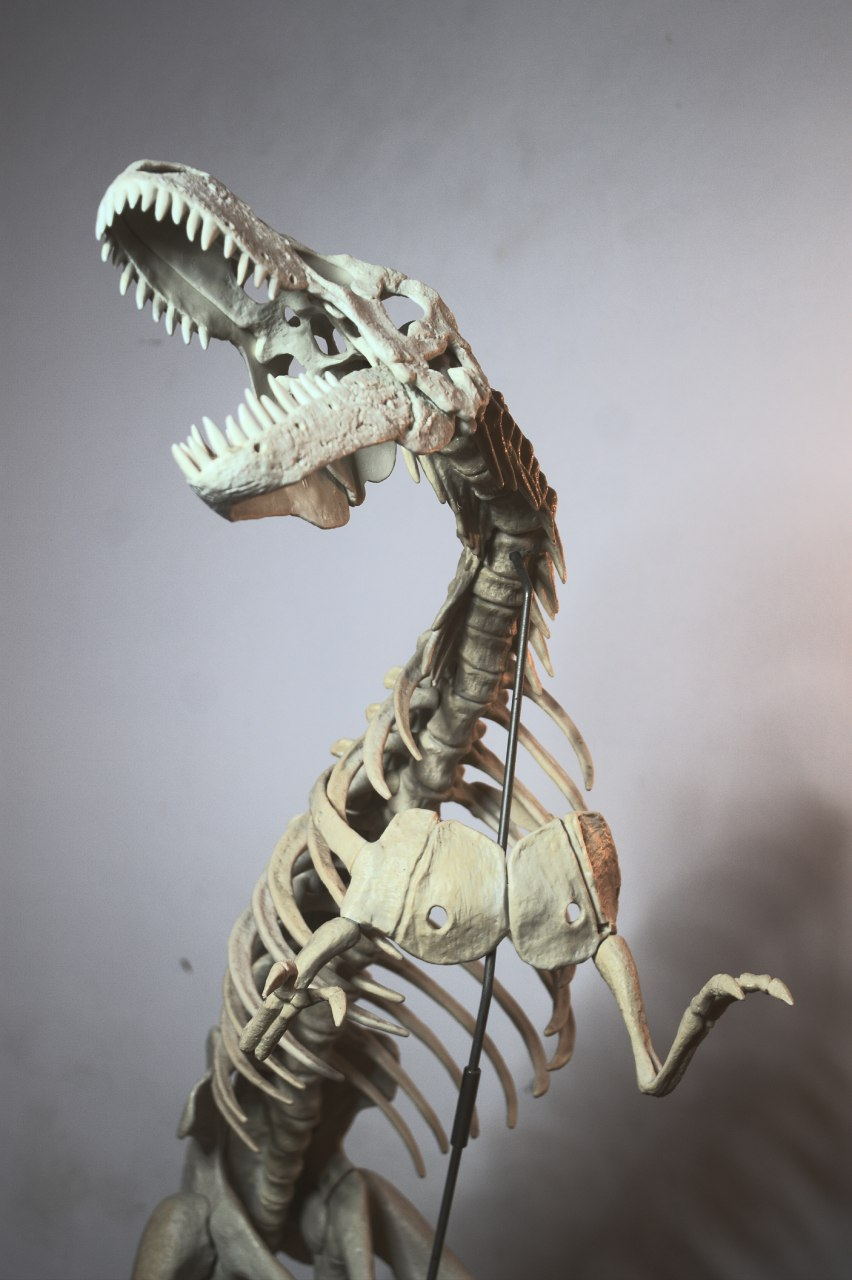
Réplica de Tiranossauro Rex comercializada pela Salvat

A Editorial Salvat foi criada no ano de 1869, com a criação da empresa Espasa Brothers e Salvat, não foi até 1923, que levou o nome de Editores de Salvat SA.

## História
Originalmente, a Salvat publicou muitos trabalhos que tiveram uma grande influência no mundo das coleções da época. Estes incluem folhas selecionadas, o que contribuiu durante 20 anos as melhores empresas da Espanha e da América.
Entre 1906 e 1914 foram publicados 9 edições do Povo Dicionário Enciclopédico Ilustrado Salvat, e também o Dicionário Enciclopédico Salvat em 12 edições.
Em 1965, foi pioneira no canal Salvat fascículos com monitor, a primeira enciclopédia moderna do mercado, que se apresenta como um trabalho com um objetivo muito preciso: ser útil e eficaz.
Em 1969, coincidindo com a comemoração do centenário da empresa, publicou a primeira edição do Dicionário Enciclopédico SALVAT UNIVERSAL.
Em 1988, a Salvat foi adquirida pela multinacional francesa Hachette, e consequentemente, tornou-se parte da Hachette Livre, que se caracteriza por uma forte posição de liderança em cada publicação de literatura de gênero, juventude, de bolso, educação, enciclopédias e obras de referência. A Hachette nascido há um século, e é uma das maiores empresas de comunicação. Concentra-se em informação, cultura e lazer, que são divididos em duas áreas: Hachette Livre e Hachette Filipacchi.
Hachette Filipacchi é o primeiro grupo internacional de distribuição de imprensa e logística de produção editorial. Os títulos de suas publicações abrangem a maioria das áreas de interesse para todos. Na França, revistas como Paris Match, Elle, Jornal Le Dimanche de, Paris Ici, Foto, Pariscope e etc. Na EE. Estados, publica 26 títulos com 47 milhões de leitores, entre eles estão o Dia da Mulher, Car and Driver, Decor Elle, Metropolitan Home e etc. Na Espanha, é o primeiro grupo de imprensa da revista, com revistas tão importantes como os quadros, não ler, Quo, Elle, Ragazza, Supertele, empresários, falar, dez minutos, Teleindiscreta, que você diz e etc. Interdeco gerencia o grupo de publicidade de mídia, bem como os externos.
Em 1992 juntou-se a duas empresas do Grupo Lagardère: Matra e Hachette. Assim, obter uma simbiose perfeita entre duas atividades com um forte poder: as grandes tecnologias, Matra e os meios de comunicação e do livro, como a Hachette.
A aquisição da Salvat pela Hachette-Matra, grupo levou uma modernização das políticas comerciais e editoriais da empresa, que estão ajudando a fortalecer a posição de liderança no mundo editorial pertence por tradição e qualidade de suas publicações.